# Bataille de Burton Bridge
Guerre des Despenser
Batailles
La bataille de Burton Bridge a opposé en mars 1322 les barons rebelles au roi Édouard II d'Angleterre, lors de la guerre des Despenser. L'armée d'Édouard se dirige vers le nord pour affronter son rival, le comte de Lancastre, après avoir écrasé d'autres rebelles dans les Marches galloises. Lancastre fortifie le pont de Burton upon Trent, afin de stopper l'avancée du roi. Édouard arrive dans les villages avoisinants le 7 mars et essaye de prendre à revers Lancastre. Il est retardé par trois jours de pluie, durant lesquels certaines de ses forces s'opposent à celles de Lancastre.
Le 10 mars 1322, le gros de l'armée d'Édouard franchit la rivière Trent et pénètre dans Burton. Lancastre essaye d'attirer le roi en dehors de la ville mais se retire en constatant son infériorité numérique. Poursuivi par les hommes du roi, Lancastre est battu et capturé à la bataille de Boroughbridge. Il est peu après exécuté. Sa mort élimine pour un temps l'opposition des barons à Édouard II, mais le roi ne cesse d'être impopulaire, ce qui conduit à sa déposition en 1327.

## Contexte
Thomas de Lancastre est un ennemi de longue date d'Édouard II, notamment à cause des faveurs qu'il attribue à ses favoris (et prétendus amants) tels Pierre Gaveston, titré comte de Cornouailles et temporairement régent du royaume en 1308 pendant l'absence du roi. Lancastre affiche clairement son opposition au roi lorsqu'il refuse de le soutenir lors des campagnes contre l'Écosse, ce qui aboutit à une cinglante défaite du roi à Bannockburn en 1314. Les raids écossais qui se multiplient dans le nord de l'Angleterre forcent Édouard à accepter les demandes de ses barons : le roi accepte que le royaume soit gouverné avec l'aide d'un conseil dirigé par Lancastre et applique les ordonnances de 1311, imposées par les seigneurs de l'opposition,. En 1312, Lancastre capture et fait exécuter Gaveston au château de Scarborough. Le nouveau conseil des barons se révèle pourtant aussi inefficace que le roi : en 1318, la prise de Berwick scelle la fin de la présence anglaise sur le territoire écossais.
Édouard continue à s'aliéner les barons en s'entourant de nouveaux favoris comme Hugues le Despenser, un rival du comte de Lancastre. En 1318, Lancastre rencontre l'archevêque de Dublin Alexander de Bicknor ainsi que deux autres évêques à Horninglow, près de Burton upon Trent, afin de négocier le traité de Leake, une tentative de réconciliation entre le roi et ses barons. Néanmoins, cette réconciliation est de courte durée car l'ascension de Despenser menace les terres des seigneurs des Marches galloises. En 1321, Lancastre se joint à ces seigneurs et entre en rébellion ouverte contre Édouard II. C'est le début de la guerre des Despenser. Édouard réagit rapidement. En décembre 1321, il attaque les seigneurs des Marches galloises et les défait facilement en raison de leur manque de coordination. En février 1322, il tourne son attention vers le nord, prêt à se confronter avec Lancastre. Le comte se déplace de sa base, Pontefract, et se rend à Burton upon Trent afin de bloquer l'avancée du roi en verrouillant le passage de la rivière Trent. 

## Déroulement
Lancastre arrive à Burton début mars, ayant perdu l'essentiel de ses provisions en chemin à cause des inondations, et fortifie le pont qui s'y trouve. Ce pont en pierre et constitué de 36 arches mesure 471 m de long et 4,6 m de large,,. Le comte envoie des hommes empêcher le roi de franchir la Trent. Deux de ses hommes sont John de Myner, maître de la forêt de Needwood, et Richard de Holland, qui détruisent les ponts de Wychnor et Hamstall Ridware. De Holland est par la suite condamné à une amende de 40 shillings par le roi pour ces destructions. Robert de Holland, parent de Richard, est un grand ami (peut-être son plus proche) du comte de Lancastre et lève des troupes en son nom pour contrer l'avancée du roi dans le Cheshire,. Pourtant, le 4 mars, Holland reçoit un ordre secret du roi lui demandant de trahir Lancastre. Holland semble avoir obtempéré en rassemblant ses troupes à Ravensdale Park, dans le Derbyshire, officiellement pour rejoindre le comte. Édouard arrive près de Cauldwell le 7 mars 1322, cherchant à utiliser la forteresse de Walton-on-Trent pour déborder Lancastre. Walton est rendue néanmoins infranchissable en raison des fortes intempéries, ce qui oblige Édouard à patienter pendant trois longues journées. Pendant ce temps, le roi ordonne d'attaquer la position fortifiée de Lancastre mais, malgré une journée de combats incessants, les forces royalistes ne parviennent pas à créer de tête de pont. 
Entretemps, Lancastre attend toujours les renforts promis par Holland, qui campe à Dalbury Lees, à 6 miles environ au nord de Burton. Holland aurait, semble-t-il, attendu le résultat de la bataille avant de s'engager aux côtés d'un des belligérants. Il est possible également qu'il ait conseillé à Lancastre de se retirer de Burton. Les troupes d'Édouard peuvent enfin traverser la Trent, à Walton, le 10 mars et avancent vers Burton depuis le sud. Lancastre, totalement dépassé par son adversaire, sort en précipitation du pont de Burton pour s'installer dans un champ en dehors de la ville,. Une fois l'armée royale en vue, Lancastre bat en retrait, conscient de son infériorité numérique et de la passivité de Holland. Il est poursuivi par le roi,,. Les affrontements qui suivent ne sont pas considérés comme une véritable bataille, bien qu'il y ait eu des pertes,. Les pertes incluent notamment le connétable d'Alton Roger Damory, mortellement blessé au combat et qui mourra quelques jours plus tard à Tutbury.

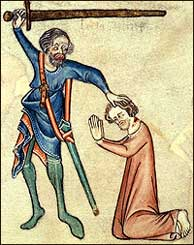
Détail d'un manuscrit médiéval montrant l'exécution du comte de Lancastre.

## Suite du conflit
Les troupes du roi, conduites par John de Warenne et Edmond de Woodstock, chassent Lancastre de Tutbury et de Kenilworth. L'armée royale ravage le Staffordshire et le Derbyshire,. Robert de Holland, informé de la victoire royale et de l'emprisonnement de sa propre fille à la tour de Londres, proclame ouvertement son ralliement à Édouard,. Ses hommes attaquent et capturent de nombreux partisans du comte de Lancastre à Windley, dont Hugh Audley et Alice de Lacy (la propre épouse du comte),. Holland mobilise également des hommes dans le Cheshire et marche vers Burton, afin d'empêcher Lancastre de franchir la rivière Mersey. Il rejoint le roi à Derby le 13 mars 1322 mais est reçu froidement en raison de ses relations avec Lancastre. Holland est emprisonné au château de Douvres et voit ses biens confisqués par la Couronne. Il est mystérieusement assassiné par un gang en 1328 et sa tête est apporté à Henri de Lancastre, frère du comte Thomas.
Lancastre parvient à s'enfuir de Tutbury à la tombée de la nuit et, avec l'essentiel de son armée, évite les patrouilles d'Édouard II, ce qui lui permet de traverser la Dove. Il retourne ensuite dans ses bases du nord. En s'emparant de Tutbury, Édouard II capture Roger Damory et le condamne à mort. Ce dernier, trop affaibli par ses blessures, meurt avant que la sentence ne puisse être appliquée. Le roi ordonne néanmoins une exécution posthume pour trahison. Lancastre est intercepté le 16 mars par Andrew Harclay, qui a appris la victoire royale à Burton. Harclay écrase Lancastre à la bataille de Boroughbridge. Capturé, le comte est emmené à Pontefract où il est exécuté quelques jours plus tard en présence du roi après un simulacre de procès. Édouard ordonne par la suite qu'une chapelle soit construite à Burton en commémoration de sa victoire. La menace posée par le comte de Lancastre depuis le début du règne d'Édouard II est définitivement éliminée mais le roi continue à mécontenter ses barons. Édouard renonce officiellement aux ordonnances de 1311, comble Despenser de faveurs et perd plusieurs batailles face aux Écossais. Jusqu'à la fin du règne impopulaire d'Édouard II, la tombe de Lancastre devient un lieu de pèlerinage pour les opposants au roi. La propre épouse du roi, la reine Isabelle de France, rallie les barons rebelles et, avec l'aide de son amant Roger Mortimer, force Édouard II à abdiquer en 1327 en faveur de son fils aîné, qui monte sur le trône sous le nom d'Édouard III. 

## Rumeurs et légendes au sujet de la bataille

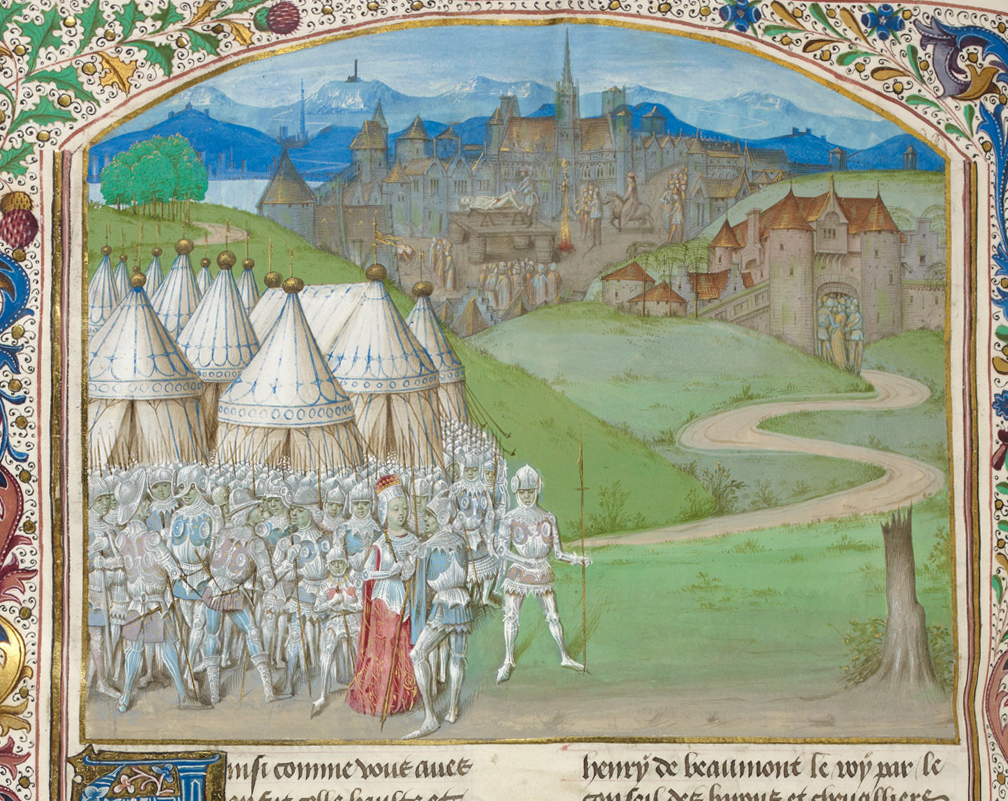
Isabelle et Roger Mortimer à la tête de leur armée pour renverser Édouard II en 1326.

À la suite de la bataille de Burton, la famille Audley prétend avoir perdu 300 £ en marchandises dont sept charretées de tissu d'or, de récipients en argent et d'ornements de la chapelle de Heighley. Cette somme considérable devait être transférée au prieuré de Tutbury pour plus de sûreté mais ne l'avait jamais atteint. On suppose qu'elle fut saisie au château de Tutbury et par la suite perdue lors de la retraite des Lancastriens. L'abbaye de Burton a également souffert lorsque les soldats lancastriens s'y trouvaient. L'abbé de Burton a été accusé de dissimuler au roi des biens appartenant aux vaincus, d'une valeur de 200 £. L'abbé a prétendu qu'il n'avait trouvé qu'une seule coupe d'argent, qu'il s'empressa de donner au roi. La découverte en 1831 d'une grande quantité de pièces d'argent dans la rivière Dove près de Tutbury, supposée appartenir au trésor de Lancastre, semble avoir renforcé les allégations de l'abbé. Cette découverte, estimée entre 100,000 et 360,000 pièces, est considérée comme le plus gros trésor de monnaie jamais découvert au Royaume-Uni,. On sait aujourd'hui où se trouvent seulement 1,500 de ces pièces, le reste ayant probablement été pris par les villageois locaux à la découverte du trésor. Le British Museum détient certaines des pièces de monnaie et a déjà demandé aux propriétaires de se présenter afin qu'ils puissent être enregistrés,. Quoi qu'il en soit, en 1323, Édouard II accorde à l'abbaye de Burton le patronage des villes Tatenhill et Hanbury, auparavant détenu par Lancastre, « en mémoire perpétuelle de la glorieuse victoire que Dieu a donnée au roi sur ses ennemis et les rebelles près de Burton-on-Trent, et aussi pour soulager l'état de l'abbaye ».
La bataille de Burton a donné lieu à une tradition à Stowe-by-Chartley, situé à proximité. Stowe appartient aux barons Ferrers de Chartley. Ces derniers ont maintenu un troupeau de bétail blanc avec des oreilles noires, descendant des spécimens sauvages trouvés quand le parc a été formé d'une partie de l'ancienne forêt de Needwood. En 1322 naquit un veau noir inhabituel dans le troupeau, ce qui aurait prédit la bataille de Burton Bridge et la chute de la maison de Ferrers (partisans du comte de Lancastre). Par la suite, il a été affirmé que la naissance d'un veau de couleur foncée ou partiellement colorée dans le troupeau annonçait un décès dans la famille de Ferrers au cours de l'année. De tels présages auraient précédé la mort, entre autres, des 7e et 8e comtes Ferrers au XIXe siècle. Une autre tradition locale demeure encore de nos jours, selon laquelle Robin des Bois aurait participé à la bataille aux côtés de Lancastre.